# Theta de l'Àguila
Theta de l'Àguila (θ Aqlilae) és una estrella binària de la constel·lació de l'Àguila. Està aproximadament a 287 anys llum de la Terra. És coneguda també amb el nom tradicional de Tseen Foo, derivat del Mandarí 天桴 tiānfú que significa "la biga celestial," o també baqueta, essent Altair, Beta de l'Àguila i Gamma de l'Àguila els tambors.
Theta de l'Àguila és una binària espectroscòpica classificada com una gegant blanca-blava del tipus B amb una magnitud aparent +3,24. Aquesta binària té un període orbital de 17,1243 dies.